# Babkowice
Babkowice is een dorp in de Poolse woiwodschap Groot-Polen. De plaats maakt deel uit van de gemeente Pępowo en telt 300 inwoners.